# Chichée
Chichée là một xã của Pháp,tọa lạc ở tỉnh Yonne trong vùng Bourgogne.

## Hành chính
| Danh sách các thị trưởng               |           |                       |      |         |
| Giai đoạn                              | Giai đoạn | Tên                   | Đảng | Tư cách |
| 2008                                   |           | Mme Colette Garnier   |      |         |
| tháng 3 năm 2001                       | 2008      | Mr Michel Molusson    |      |         |
| 1986                                   | 2001      | Mr Lucien MERSCHILTZ  |      |         |
| 1971                                   | 1986      | Mr Fernand CARPENTIER |      |         |
| 1965                                   | 1971      | Mr Lucien SOUCHET     |      |         |
| 1963                                   | 1965      | Mr Etienne PRACH      |      |         |
| 1959                                   | 1963      | Mr Jean MICHAUT       |      |         |
| 1953                                   | 1959      | Mr Lucien SOUCHET     |      |         |
| 1944                                   | 1953      | Mr René GARNIER       |      |         |
| 1942                                   | 1944      | Mr Just BOURREAU      |      |         |
| 1941                                   | 1942      | Mr Fernand FOULLEY    |      |         |
| Tất cả các dữ liệu trước đây không rõ. |           |                       |      |         |

## Thông tin nhân khẩu
| Năm | 1962 | 1968 | 1975 | 1982 | 1990 | 1999 |
| --- | ---- | ---- | ---- | ---- | ---- | ---- |
| Dân số | 265  | 291  | 307  | 302  | 301  | 333  |
| From the year 1962 on: No double counting—residents of multiple communes (e.g. students and military personnel) are counted only once. |      |      |      |      |      |      |

## Công trình nổi bật
Nhà thờ Saint-Martin du (thế kỷ 15).

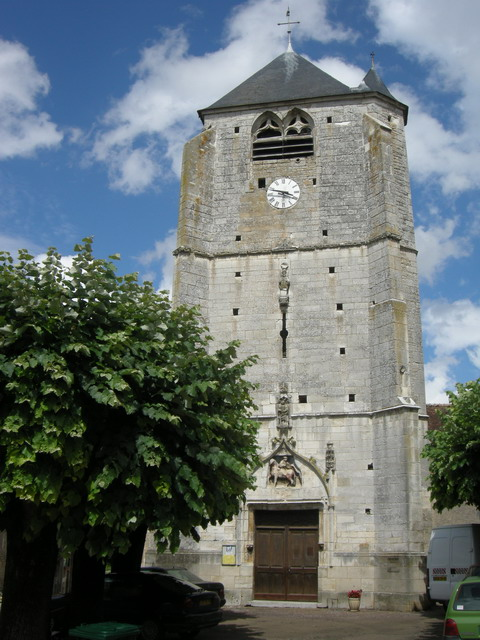
Nhà thờ Saint-Martin
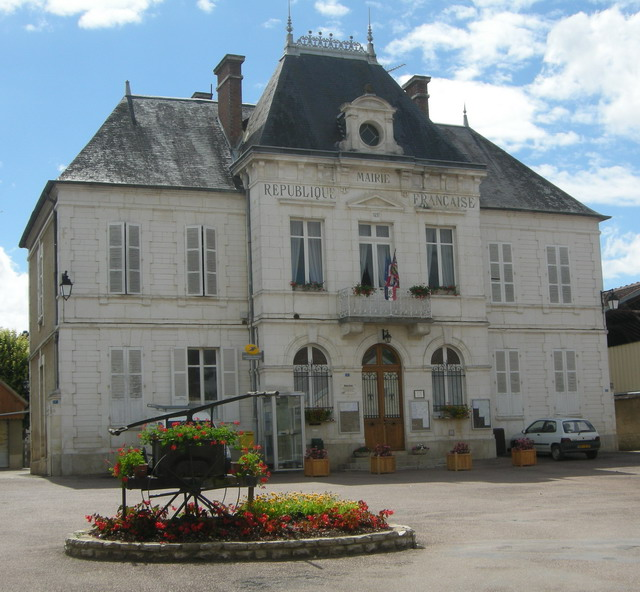
Tòa thị chính
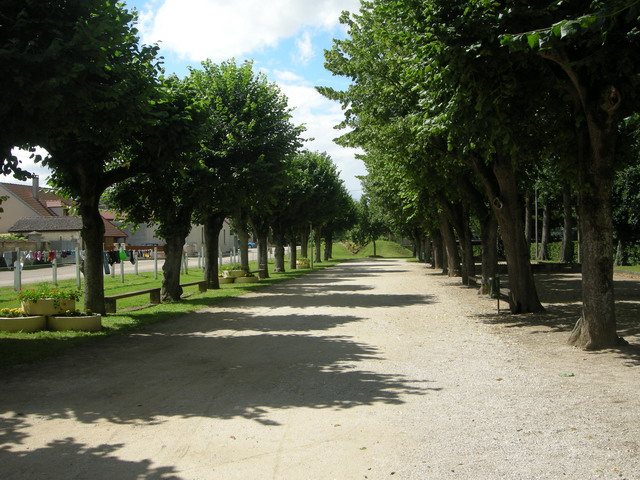
Patis